# Edward Mordrake (American Horror Story)
"Edward Mordrake" es un episodio de dos partes, consistiendo en el tercer y cuarto episodio de la cuarta temporada de la serie de televisión antólogica American Horror Story, estrenándose la Parte 1 el 22 de octubre de 2014 y la Parte 2 el 29 de octubre de 2014 por el canal estadounidense de cable FX. La primera parte fue escrita por James Wong, y dirigida por Michael Uppendahl, mientras que la segunda fue escrita por Jennifer Salt y dirigida por Howard Deutch.
La primera parte presenta a los personajes principales de Stanley (Denis O'Hare) y Maggie Esmeralda (Emma Roberts), también presenta a Wes Bentley como el personaje que da nombre al episodio. La segunda parte del episodio cuenta las historias de fondo de varios personajes, incluyendo la de Twisty el payaso.

## Trama

### Parte 1
En el Museo Americano de Lo Mórbido, Stanley (Denis O'Hare), disfrazado como el Dr. Sylvester Mansfield, y Maggie (Emma Roberts), disfrazada de asistente bajo el nombre de Miss Rothschild, intentan vender un espécimen al museo. La curadora (Celia Weston) realiza una verificación de antecedentes de Stanley y determina que sus credenciales son fraudulentas. La guía del museo dice que pagarían generosamente por un espécimen legítimo, algunos de los cuales obtendrían de espectáculos anormales. Al enterarse de que uno de los dos shows de freaks que quedan está en Florida, el par se propone a ir allí.
Ethel (Kathy Bates) visita al Dr. Myron Bonham (Jerry Leggio), quien la diagnostica con cirrosis en el hígado. Su pronóstico es grave: le queda de seis meses a un año de vida. De vuelta en el Show, los freaks explican que no actuarán en Halloween contándoles a las gemelas Bette y Dot (Sarah Paulson) sobre la leyenda de Edward Mordrake (Wes Bentley): un noble inglés con una segunda cara en la parte posterior de su cabeza que le susurra cosas. Sus intentos fallidos de matar la cara lo volvieron loco, y su familia lo envió al Hospital Real de Bethlem. Se escapó a un espectáculo de freaks en el que una noche de Halloween, asesinó a toda su compañía y luego se ahorcó. La leyenda dice que si actúan en Halloween, aparecerá y se llevará un alma. Cuando Jimmy (Evan Peters) se enoja con Ethel por querer infudir el miedo, ella corrobora que ya pasó en su antigua compañía cuando actuaron en halloween y al otro día encontraron a un freak de la compañía muerto. Jimmy la confronta porque ha vuelto a beber pero ella le resta importancia a su reclamo y se va.
Maggie llega al espectáculo freak y dice ser una adivina que necesita un trabajo. Jimmy intenta convencer a Elsa (Jessica Lange) de que una adivina como Maggie es el verdadero negocio. Maggie comienza una demostración, utilizando sus observaciones para deducir quién es Elsa y lo que quiere saber. Maggie dice que ve una canción de Elsa con un aplauso atronador y que, además, un hombre refinado con cabello oscuro guiará a Elsa al estrellato. Elsa la contrata. Más tarde, desde un teléfono público, Maggie llama a Stanley para contarle sobre el horror de trabajar con los monstruos. Stanley está entusiasmado con la posible mina de oro que han encontrado, aunque Maggie se preocupa por tener que asesinar a los freaks.
En el tráiler, Dell (Michael Chiklis) está levantando pesas cuando Desiree (Angela Bassett) intenta tener sexo con él pero Dell no logra tener una erección. Cuando ella se queja de que nunca tienen relaciones, Dell se pone violento y exige respeto. Desiree le dice que le saque la mano de encima o que nunca la volverá a ver, entonces ella deja el remolque. Frustrado, Dell también deja su remolque y se encuentra con Ethel afuera. Ella primero pregunta de qué se trataba la pelea, luego le hace preguntas sobre su pasado. Él le dice que el amor que tenían no era real, pero admite que debería haber sido un mejor padre para Jimmy. Ella exige a Dell nunca le revele a Jimmy que es su padre. Dell siente curiosidad, y Ethel revela que se está muriendo. Ella le pide a Dell que guíe y cuide a Jimmy.
Bette tiene una pesadilla sobre la separación quirúrgica de su hermana, a Dot parece gustarle la idea de separarse de Bette y le dice que encontrará un médico que las separe, incluso si una muere para que la otra tenga la oportunidad de vivir una vida normal. Las gemelas van a ensayar, sin miedo a la leyenda de Mordrake. Paul (Mat Fraser) y Eve (Erika Ervin) intentan detenerlas cuando Elsa entra a la carpa diciendo que se niega a creer en supersticiones. Dot le pide a Elsa que espere para que ellas puedan ensayar primero, pero Elsa les dice que vuelvan a su tienda y exige que los freaks lleguen a sus instrumentos. Elsa canta "Dioses y monstruos" de Lana Del Rey. Mientras canta, Edward Mordrake emerge de una neblina verde en el campamento y, fascinado por la música, entra a la carpa a ver cantar a Elsa y desaparece cuando la canción termina.
En el tráiler de Ethel, aparece Mordrake. Confirma que la superstición es cierta. Él dice que la segunda cara es un detector de mentiras, y le pregunta la historia de cómo ella terminó en su situación actual. En un flashback, Una joven Ethel (Kathy Deitch) tuvo una vez un popular show con Dell (Edward Gelhaus). Cuando él le dijo que actúe en sola en el escenario como actriz clásica, el espectáculo fracasó estrepitosamente. La cara susurrante de Mordrake habla de una vergüenza más oscura y más profunda: Ethel admite que, para ganar dinero, Dell cobró boletos para presenciar el nacimiento de Jimmy junto a un árbol y, tan pronto como nació Jimmy, Dell comenzó a cobrar a la gente para que sostuviera al bebe "fenómeno". Mordrake se conmueve por su historia. Ethel inclina la cabeza, diciendo que está lista para que su alma sea tomada, pero Mordrake desaparece.
En la Mansión Mott, Dora (Patti LaBelle) viste un disfraz de El Pájaro Loco, Dandy (Finn Wittrock) comienza una rabieta después de que Gloria (Frances Conroy) le entrega una caja que contiene un disfraz de Howdy Doody. Dandy decide convertir las piezas del disfraz en un disfraz de payaso. Más tarde, Dandy vestido con el traje, amenaza a Dora con matarla usando un cuchillo. Ella le dice que es consciente de que él mataba animales, pero que él no "tiene las agallas" para matar a un humano. Enojado él le dice que se ocupe de sus propios asuntos y que la odia, él se va y ella murmura que el sentimiento es mutuo. En un vecindario de Palm Beach, Jessie (Lauren Gobuzzi) es molestada por su hermano mayor Mike (Dalton E. Gray). Twisty (John Carroll Lynch) se acerca por detrás de él. Mike grita, haciendo que su madre corra escaleras arriba. Ella pregunta adónde fue Mike: Jessie señala la ventana abierta de su habitación diciendo "El payaso se lo llevó".
Dandy visita a los cautivos del autobús y trata de atraerlos con dulces para poder apuñalarlos, pero es interrumpido cuando Twisty trae a Mike inconsciente, al ver esto Dandy exclama "Más diversión".

### Parte 2
Mordrake continúa buscando un "freak puro" para su grupo de espíritus. Visita a Suzi (Rose Siggins) y a Paul, quienes cuentan sus historias respectivas. Suzi revela que tenía una afección espinal que requería que los médicos le extrajeran las piernas a los dos años. Sus padres perdieron la esperanza poco después de su operación y la dejaron en la puerta de un hogar para niños. Más tarde apuñaló en la pierna a un hombre debido a su frustración, y terminó matándolo ya que le dio a una arteria. Paul nació con su condición y revela que planeaba tatuarse todo su cuerpo, pero insistió en detenerse antes de cubrir su rostro; afirma tener un rostro hermoso que "podría haber dominado el mundo" con un cuerpo normal. Mordrake pasa a cada uno. Finalmente, llega a Elsa, (quién cofunde a Mordrake con el hombre refinado de cabello oscuro que Maggie le había dicho que la llevaría al estrellato) y ella asume que él quedó asombrado por su interpretación de canto, e insiste en que ella necesita "un nuevo arreglista" para su música. Mordrake se frustra por su ignorancia, y su grupo de espíritus quita con fuerza las piernas protésicas de Elsa mientras ella afirma que Mordrake no la puede llevar al exclamar "¡no soy una de ellos!". Elsa finalmente cuenta su historia. Trabajó como dominatrix en un burdel alemán que atendía a fetiches extremos y violentos. Finalmente fue secuestrada y drogada para participar en una película snuff, en la que le amputaron las piernas; Ella fue dejada para morir por los secuestradores pero fue rescatada por uno de sus clientes quien la había seguido ya que se había enamorado de ella. La otra cara de Mordrake susurra que "la eligo a ella", y él se prepara para matarla, pero se detiene al escuchar una música.
Mientras tanto, Jimmy y Maggie se aventuran en el bosque en la oscuridad para evitar ser arrestados por violar el toque de queda, y son testigos de Twisty persiguiendo a Bonnie, quién había escapado del autobús. Twisty la atrapa y la lleva de vuelta al bosque. Jimmy insiste en seguirlos, para consternación de Maggie. Espían a Twisty desde afuera del autobús hasta que son dejados inconscientes por Dandy, vestido con el traje de payaso. Se despiertan con Dandy dando un show a los cautivos Bonnie, Mike y Corey mientras Twisty toca con entusiasmo un piano de juguete. Dandy pone a Maggie en una caja y se prepara para cortarla por la mitad cuando Jimmy se libera y golpea a Dandy. Jimmy le grita a los cautivos que corran mientras Dandy se levanta enojado y los persigue, Twisty logra atrapar a Jimmy.
Cuando Twisty está a punto de matar a Jimmy, el cuerpo de Jimmy desaparece y aparece Mordrake. Se le pide a Twisty que cuente su historia, pero primero, se le ordena que se quite la máscara, a lo que incómodamente cumple. Habla lentamente, y cuenta su historia de cómo era un payaso normal en un carnaval ambulante que entretenía a los niños, pero los enanos del carnaval lo acosaban constantemente, lo llamaban "simplón" y lo molestaban acusándolo de abusar sexualmente de los niños. Twisty huyó del circo y volvió a Júpiter pero su madre había muerto por lo que comenzó a fabricar juguetes con basura. Al tratar de vender los juguetes, tuvo una discusión con el dueño de una tienda, que involuntariamente desencadena recuerdos del abuso que sufrió Twisty en el circo. Twisty intentó suicidarse con una escopeta, pero se muestra que falló y mutiló su mandíbula inferior. Más tarde, intenta trabajar en el espectáculo de Elsa pero no lo logra y ahora lleva su distintiva máscara sonriente para cubrir su grotesca mandíbula. Twisty dice que todos los niños olvidaron cuánto lo amaban, así que tuvo la idea de crear su propia audiencia. Él justifica sus acciones ante Mordrake al afirmar que salvó a los niños de los freaks y de sus padres "malos" y se llama a sí mismo un "buen payaso".
La otra cara de Mordrake decide que Twisty es el que quiere, y Mordrake lo apuñala, Jimmy observa esto mientras está escondido. El espíritu de Twisty se despierta rodeado por el grupo de espíritus de Mordrake, que ponen sus manos sobre él en señal de aceptación. Se muestra que la mandíbula de Twisty ahora es normal nuevamente. Dandy tropieza con el cadáver de Twisty y se pone su máscara, lo que implica que planea continuar la ola asesina de Twisty. Jimmy y Maggie escapan y notifican a la policía, que los llama héroes por salvar a los cautivos. Jimmy les dice a los oficiales que Meep fue un verdadero héroe y asegura que alguien pagará por su muerte.
De vuelta en el Show, Jimmy le dice a Elsa que Mordrake ha reclamado a su víctima, aunque no dice quién, y anuncia que se ha levantado el toque de queda. Una multitud se ha reunido para agradecer a Jimmy por encontrar a los niños, y Elsa los invita a comprar boletos para el espectáculo de esa noche, a lo que cumplen, comprando todas las entradas. Elsa les informa a Dot y Bette que no van a cantar en el espectáculo ya que vendieron todas las entradas y que en su lugar iba a cantar ella misma. En ese momento Stanley se presenta a Elsa como Richard Spencer, buscatalentos proveniente de Hollywood.
Dandy llega a casa, todavía vestido con el traje de payaso y con la máscara de Twisty. Dora le grita por estar todavía vestido y él le corta la garganta.

## Recepción y Ratings

### Recepción
"Edward Mordrake" recibió críticas positivas de los críticos. Principalmente elogiaron las historias de Elsa y Twisty y, en particular, el desempeño de John Carroll Lynch. Erik Adams de The A.V. Club dio a la primera parte una calificación de B, escribiendo: "El amor por un buen golpe a menudo representa la incapacidad de asustar de American Horror Story: es mucho más fácil asustarse fugazmente lo que sugiere que cualquiera de los personajes principales se encuentra en peligro de muerte. "Edward Mordrake (Parte 1)" refuerza esa dificultad... Freak Show está logrando que nos encarguemos de estas personas; si solo pudiera hacernos temer para ellos también". Dio a la segunda parte una calificación de C+, criticando la idea de convertir a Twisty el payaso en una historia de origen para Dandy, sin embargo elogió la actuación, particularmente la de Finn Wittrock. Matt Fowler de IGN le dio a "Edward Mordrake (Parte 2)" una crítica positiva, escribiendo: "Freak Show, al eliminar algunos personajes (como Dot / Bette, Dell y Ethel), perdiendo la canción obligatoria, y apretando su cinturón, se puso bueno esta semana. Mordrake no fue aterrador, pero las historias de fondo que sacó de Elsa y Twisty eran inquietantes y macabras".

### Índices de audiencia
"Edward Mordrake (Parte 1)" fue visto por 4.44 millones de espectadores y fue la transmisión por cable con la mejor calificación de la noche. El episodio recibió una calificación de 2.2 entre los adultos de 18 a 49 años, 0,1 por ciento menos que el episodio de la semana anterior.
"Edward Mordrake (Parte 2)" fue visto por 4.51 millones de espectadores, un ligero aumento desde la primera parte. Al igual que en la primera parte, el episodio también fue el programa de cable mejor calificado de la noche, con una calificación de 2.3 entre los adultos de 18 a 49 años.